# Királd
Királd là một thị trấn thuộc hạt Borsod-Abaúj-Zemplén, Hungary. Thị trấn này có diện tích 7,88 km², dân số năm 2010 là 881 người, mật độ 112 người/km².